# Bravo maestro
Pour plus de détails, voir Fiche technique et Distribution.
Bravo maestro est un film yougoslave réalisé par Rajko Grlić, sorti en 1978.

## Synopsis
En 1960, Vitomir Bezjak est diplômé de l'Académie de musique de Zagreb. Auréolé de tant de prestige, il a du mal à trouver du travail et finit par accepter un poste de professeur de piano particulier qui lui permettra d'entrer dans la haute société.

## Fiche technique
- Titre : Bravo maestro
- Réalisation : Rajko Grlić
- Scénario : Rajko Grlić et Srđan Karanović
- Musique : Branislav Zivkovic
- Photographie : Zivko Zalar
- Montage : Zivka Toplak
- Production : Sulejman Kapic
- Société de production : Croatia Film et Jadran film
- Pays :  Yougoslavie
- Genre : Drame
- Durée : 99 minutes
- Date de sortie : 
  - Yougoslavie : 8 février 1978

## Distribution
- Rade Šerbedžija : Vitomir Bezjak
- Aleksandar Bercek : Tomo
- Bozidar Boban : Stanko Miric
- Mladen Budiscak : Mladen
- Koraljka Hrs : Iva Budic
- Ante Vican : Mate, le père d'Iva
- Zvonko Lepetic : Vinko Katunic
- Ivo Jurisa : Jaksa Radic
- Radojka Sverko : Nada, la chanteuse d'opéra
- Izet Hajdarhodzic : Blagoje Boric
- Angel Palasev : Ivan
- Zlata Petkovic : Sonja
- Marjeta Gregorac : Roza
- Marija Kohn : la femme de ménage

## Distinctions
Le film a été présenté en sélection officielle en compétition au Festival de Cannes 1978.